# Avventure di fantascienza
Avventure di fantascienza è una raccolta di romanzi di fantascienza di H. G. Wells pubblicata nel 1966 dalla casa editrice Mursia e facenti parte della collana I grandi scrittori di ogni Paese divisa in 6 volumi pubblicati tra il 1966 e il 1981.

## Elenco dei romanzi
- La guerra dei mondi (The War of the Worlds, 1897), traduzione di Adriana Motti, pag.5
- I primi uomini sulla Luna (The First Men in the Moon, 1901), traduzione di Giuseppe Mina, pag.135
- Il cibo degli dei (The Food of the Gods), traduzione di Renato Prinzhofer, pag.289
- Nei giorni della cometa (In the Days of the Comet, 1906), traduzione di Piccy Carabelli, pag.465
- La guerra nell'aria (The War in the Air, 1908), traduzione di Mary Corsani, pag.641
- Uomini come dei (Men Like Gods, 1923), traduzione di Lia Spaventa Filippi, pag.859

## Collana I grandi scrittori di ogni Paese
- Tutti i racconti e i romanzi brevi (1966) OCLC 859634103
- Avventure di fantascienza (1966) OCLC 955839897
- Storie di fantasia e di fantascienza (1980) OCLC 799828764
- La macchina del tempo e altre avventure di fantascienza (1980) OCLC 797098735
- Il risveglio del dormiente e altre avventure di fantascienza (1980) OCLC 799285121
- La guerra nell'aria e altre avventure di fantascienza (1981) OCLC 799829452

L'opera ripropone alcuni romanzi di Wells pubblicati tra il 1897 e il 1903
Introduzione e saggi sono curati da Ferdinando Ferrara, mentre le traduzioni sono di Renato Prinzhofer, Adriana Motti, Giuseppe Mina, Piccy Carabelli, Mary Corsani e Lia Spaventa Filippi.